# Quatre maisons de go
L'histoire du jeu de go au Japon à l'époque d'Edo est marquée par les quatre maisons de go (囲碁の四大家, Igo no shitaika), quatre académies dédiées à ce jeu, qui furent instituées, subventionnées et contrôlées par l'État à partir du début du shogunat Tokugawa, suivant le système iemoto commun à tous les arts traditionnels japonais.
Les quatre maisons sont la maison Hon'inbō, la maison Hayashi, la maison Inoue et la maison Yasui, nommées d'après leurs fondateurs, dont le chef de chaque maison reprenait le nom. Elles étaient traitées en principe sur un pied d'égalité (bien que la maison Hon'inbō ait toujours joui du plus grand prestige), et participaient à une compétition officielle devant le shogun, appelée oshirogo (en) (« go de château »), destinée à attribuer les postes les plus importants, en particulier le titre de go-dokoro.

## Création

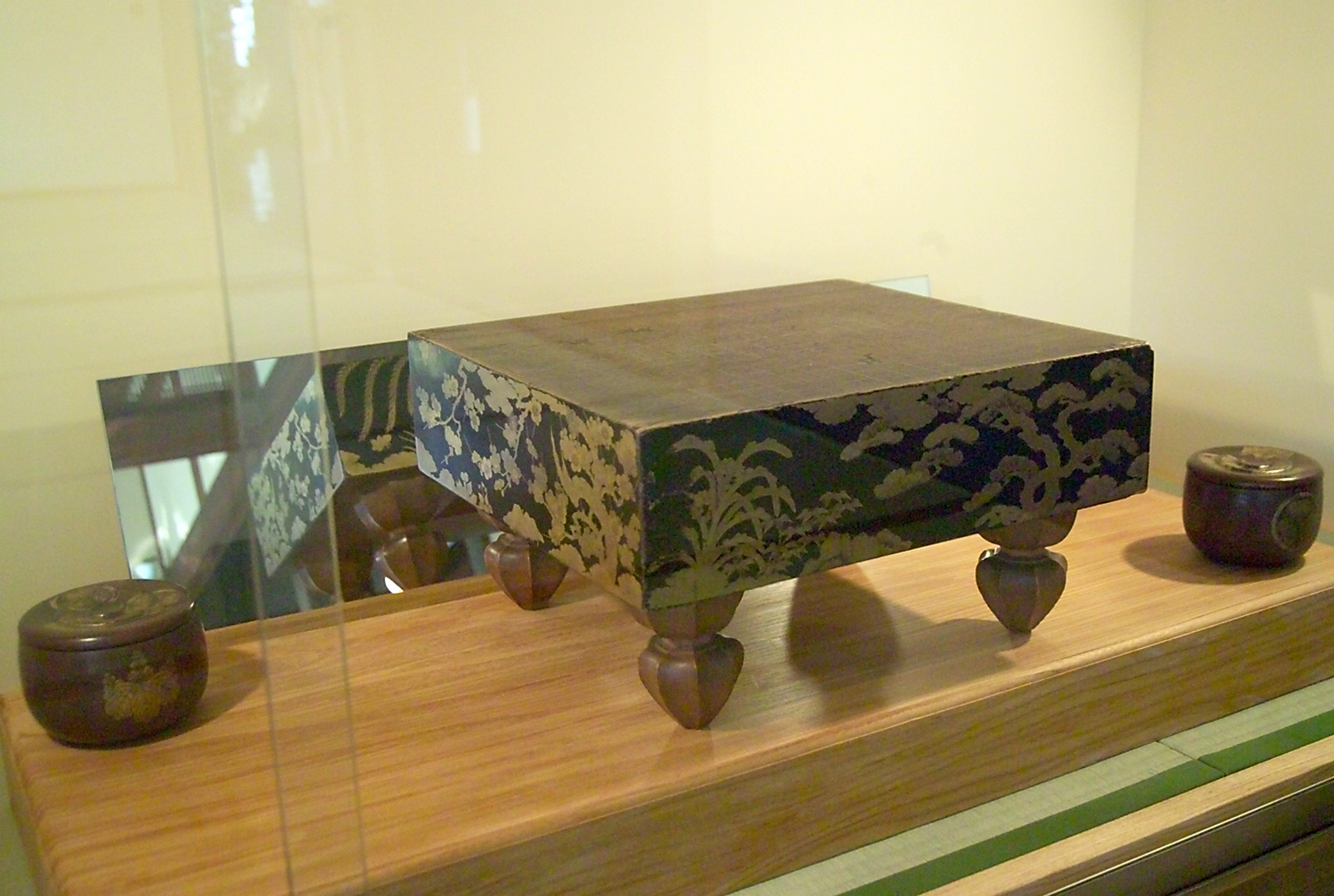
Ce goban décoré en maki-e se trouve dans le temple de Daitoku-ji, à Kyoto. Il fut utilisé par Toyotomi Hideyoshi et Tokugawa Ieyasu ; les bols de pierres des deux côtés du goban sont marqués de leurs armoiries.

La création du système des maisons est une conséquence de l'intérêt porté au jeu de go par les trois unificateurs du Japon durant l'époque Sengoku : le seigneur de guerre et daimyo Oda Nobunaga, et les deux shoguns Toyotomi Hideyoshi et Tokugawa Ieyasu.
La maison Hon'inbō fut la première académie de go à prendre un statut officiel ; elle fut fondée par Hon'inbō Sansa (de son vrai nom Kanō Yosaburō) sous le patronage de Toyotomi Hideyoshi et Tokugawa Ieyasu. Hon'inbō Sansa était un moine bouddhiste, le plus fort joueur de son époque et le maître de go de Oda Nobunaga ; il fut nommé go-dokoro par Tokugawa Ieyasu en 1603 après l'unification du Japon. On peut considérer que la maison elle-même fut fondée en 1588, lorsque Toyotomi Hideyoshi proposa de subventionner Sansa, et de lui confier officiellement la charge d'évaluer les autres joueurs.
En théorie, les trois autres maisons furent fondées en 1612, lorsque Tokugawa Ieyasu décida de subventionner également trois autres joueurs parmi les meilleurs de l'époque (Inoue Inseki (en), Yasui Senkaku et Hayashi Monnyu) ; il fallut cependant quelques années avant qu'elles rejoignent le système iemoto (c'est à peu près à la même époque que le shōgi est lui aussi organisé en trois « maisons »).

## Relation avec le bouddhisme
Ces académies étaient également, au moins nominalement, des institutions bouddhistes, les maisons Hon'inbō et Hayashi appartenant à la secte Nichiren, et les maisons Inoue et Yasui étant liées au courant du Jōdo shū ; en conséquence, les femmes n'y étaient pas admises. Cette relation au bouddhisme persista à travers une étiquette rigide, les parties d'oshirogo, par exemple, devant être jouées en costume de moine et le crâne rasé ; après que Hon'inbō Dōetsu (en) a objecté que les kimonos à manches longues gênaient les joueurs, ils furent autorisés à porter des manches plus courtes.
Théoriquement au moins, les questions de succession, et en particulier le choix du chef de la maison, dépendaient de l'autorité du jisha-bugyō, le commissaire aux affaires religieuses. La nomination de l'héritier, qui, selon le système iemoto du meilleur disciple, n'était souvent pas un enfant naturel mais avait été adopté, devait être rendue officielle. La maison Hon'inbō en particulier fut souvent affectée par la mort prématurée de certains disciples (le cas le plus connu étant celui de Doteki (en)) ; des successions irrégulières pouvaient alors se produire, avec un risque de scandale.

## Statut officiel
Les postes officiels de meijin et de go-dokoro (allant souvent de pair) apportait un grand prestige à la maison. Ils étaient attribués en théorie en fonction du mérite des candidats, mais en pratique des intrigues de coulisse pesaient souvent sur les nominations ; en revanche, le titre de meijin ne pouvant être décerné qu'au joueur indiscutablement le meilleur, il arrivait parfois qu'il ne soit pas attribué, lorsque deux candidats étaient de valeur pratiquement égale, comme ce fut le cas pour Genjō (en) et Chitoku entre 1810 et 1820.

## Enseignement
L'enseignement, organisé selon le système de l'apprentissage et de la compétition permanente entre les disciples, amena à une élévation considérable du niveau de jeu (bien qu'il ait connu une stagnation relative au XVIIIe siècle). Les connaissances transmises étaient secrètes, voire ésotériques ; des variations dans les joseki étaient préparées pour piéger l'adversaire lors de rencontres importantes (ce fut par exemple le cas de la « partie du sang vomi (en) » entre Jōwa et Akaboshi Intetsu), et des collections de problèmes difficiles étaient compilées ; l'une d'elles, le Igo Hatsuyōron, est encore utilisée pour l'entraînement des professionnels actuels.

## Dissolution
Au milieu du XIXe siècle, la maison Hayashi s'affaiblit, et fut finalement absorbée par la maison Hon'inbō en 1884. Après la restauration de Meiji, le système se désorganisa, mais les trois maisons restantes survécurent malgré de grandes difficultés jusque vers 1900. Hon'inbō Shūsai, n'ayant pas d'héritiers, s'organisa pour que le titre de Hon'inbō devienne un tournoi de la Nihon Ki-in après sa mort en 1939. La maison Yasui s'éteignit ; il est possible que la maison Inoue possède encore des descendants, bien qu'elle ait disparu des organisations officielles vers 1920, et que son dernier chef, Egeta, soit mort en 1961.